# 海流

世界の主な海流（暖流は赤、寒流は青）

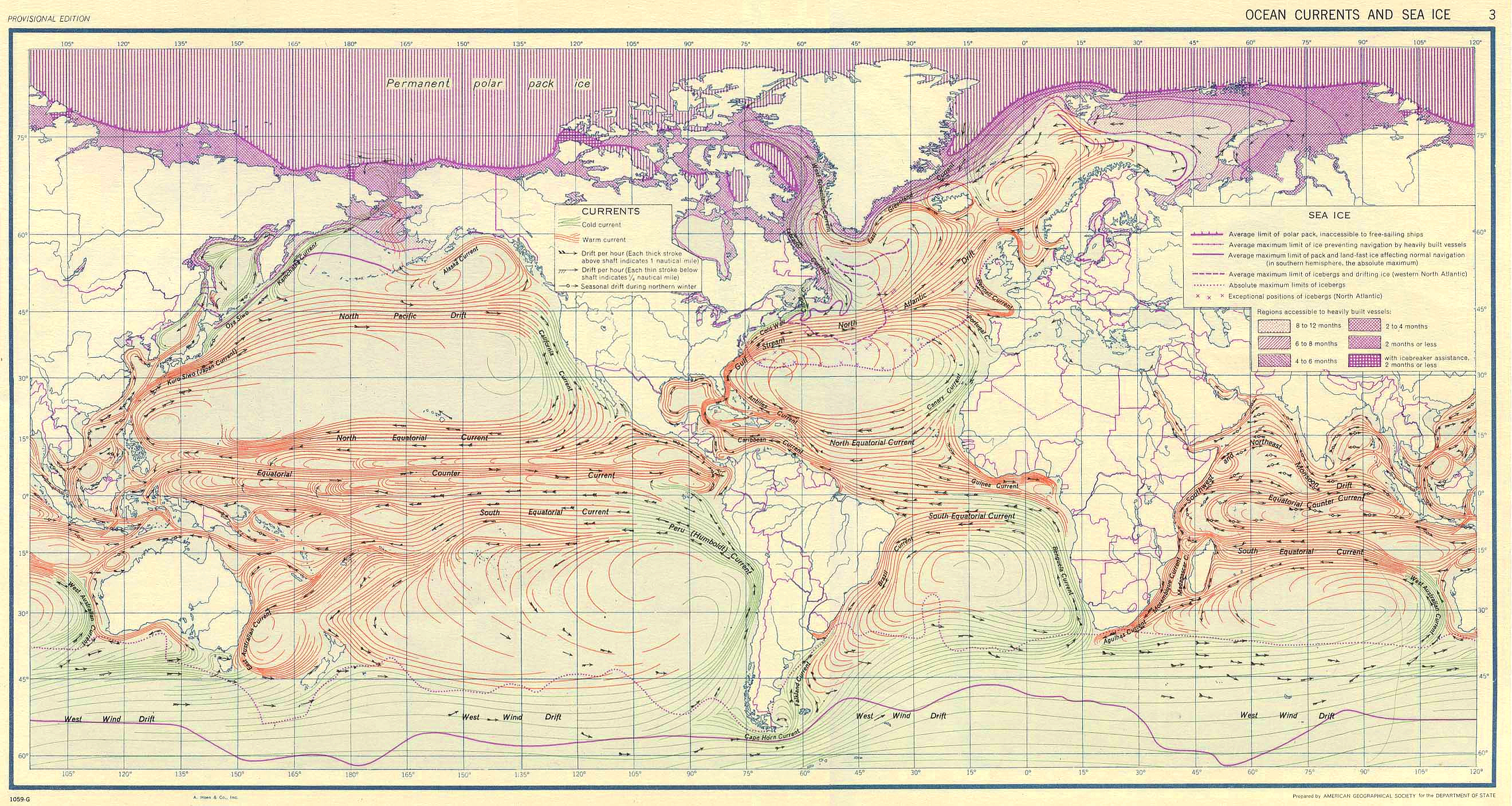
世界の海流図（暖流は赤、寒流は緑）、1943年アメリカ陸軍による

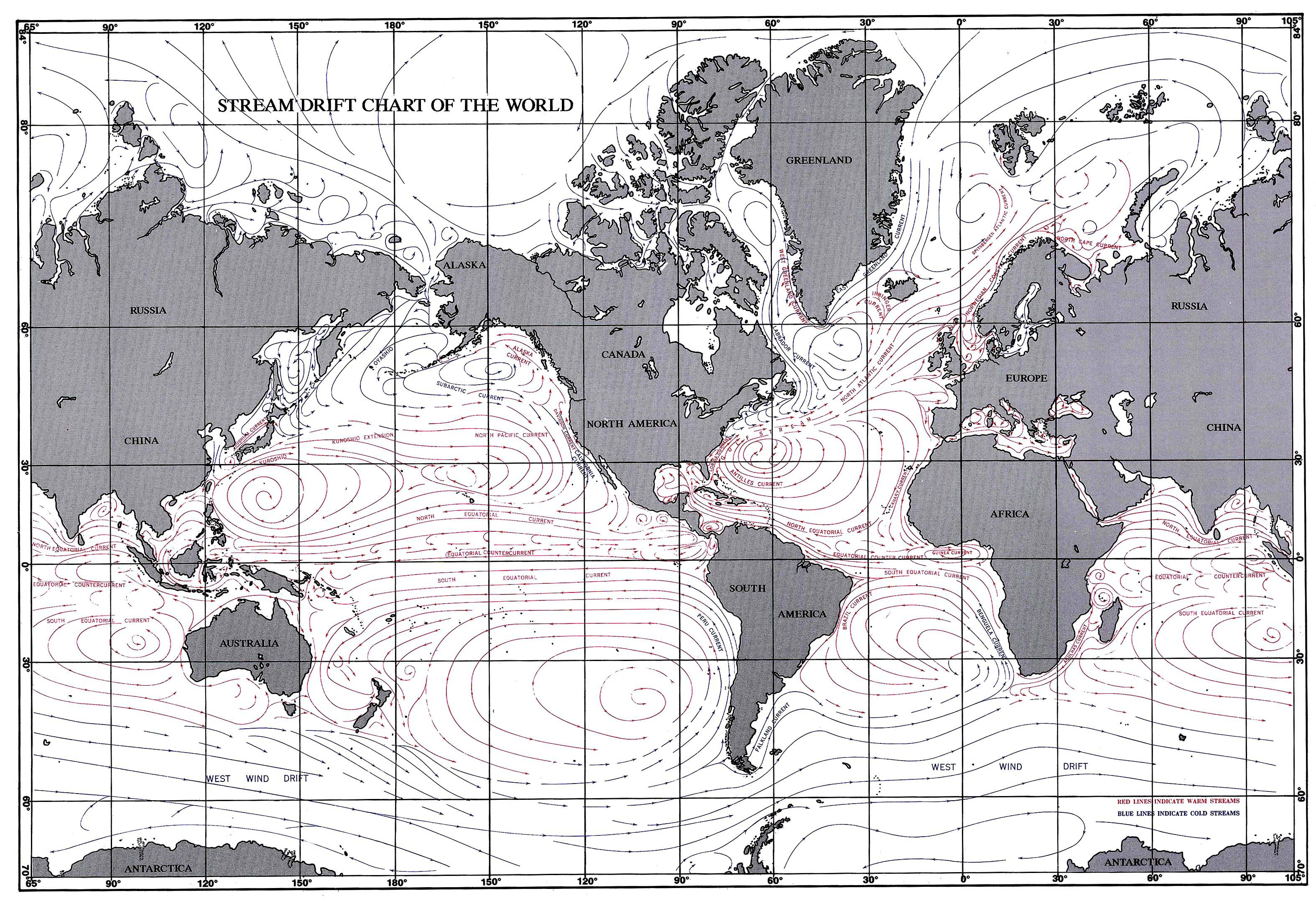
世界の海流図（暖流は赤、寒流は黒）、2004年

海流（かいりゅう、英: ocean currents）は、地球規模でおきる海水の水平方向の流れの総称。似た現象に潮汐による潮汐流（潮流とも）があるが、潮汐流は時間の経過に伴って流れが変化し、短い周期性を持つ。海流はほぼ一定方向に長時間流れる。また海の中は鉛直方向にも恒常的な流れが存在する海域もあるが、その流速は非常に遅いので、通常は海流とは呼ばない。海流はその性質により、暖流と寒流の2種類に大別される。
海流が発生する原因は諸説あるが、大きく分けて表層循環と深層循環がある。表層循環と深層循環の意味は、メカニズム的に論じるか現象的に論じるかで違ってくる。メカニズム的に言えば、海面での風（卓越風）によって起こされる摩擦運動がもとになってできる「風成循環」が表層循環、温度あるいは塩分の不均一による密度の不均一で起こる「熱塩循環」が深層循環である。この二つを総称して、海洋循環と呼ぶ。「海流」が海水の流れを重視した呼び方であるのに対して、「海洋循環」は特に地球規模での海水の巡り、循環を重視した呼び方であり、これらを使い分けることが多い。
なお日本語では、潮流と言った場合はふつう潮汐流のことだが、黒潮、親潮、潮境などのように「潮」を潮汐の意味でなく海流の意味で使うことも多く、また、海水浴場における遊泳上の注意など、潮汐流のことを指して「海流」と言う場合もあり、まれに逆もあるので注意。
黒潮とメキシコ湾流を二大海流といい、これらは流量が多く、流速も速い。
海流の速さの単位はノット。体積流量で表す場合はスベルドラップ（記号はSv）という単位が使われる。「1 sv」は「1秒あたり1,000,000 立方メートルの体積流量」。

## 海流の種類

### 暖流と寒流
海水の比熱容量は大気のそれに比べ非常に大きいため、暖流・寒流は沿岸の気候や水産資源に与える影響が大きい。なおこの定義はよく使われるが科学的な厳密さを欠く分類法であり、水温が何度以上が暖流というような定義は存在しない。周辺海域の水温との比較によるものである。
- 暖流（だんりゅう、warm current）とは、低緯度から高緯度へ向けて流れる海流のことをいう。海流図上では通常赤色の線で表される。多くの場合、周囲の大気を暖めて自身は冷やされる海流である。暖流沿岸では温暖で湿潤な気候が保たれる。これは、暖流が大気を暖めて水蒸気を供給するとともに、上昇気流が発生して雨が降りやすくなるためである。西ヨーロッパは北大西洋海流の影響を受けており、同緯度の東ヨーロッパよりも温暖な気候である。ただし、論文を根拠とした議論によれば、「ヨーロッパが温暖な理由は湾流の影響だ」という説明は不十分である。北アメリカ東岸に比べてヨーロッパが温暖である原因は海流による熱輸送だけでなく大気側の要因も（海の風下であることおよび気圧の谷との位置関係）ある、という意味で“不十分”である。日本周辺には黒潮（日本海流）と対馬海流がある。
- 寒流（かんりゅう、cold current）は、高緯度から低緯度へ向けて流れる海流のことをいう。海流図上では通常青色の線で表される。周囲の大気を冷やして自身は暖められる海流である。水蒸気を発生させにくい寒流は沿岸を冷涼で乾燥した気候にする傾向がある。寒流の影響で熱帯地域に形成される砂漠が海岸砂漠である。ペルー海流により形成されたチリのアタカマ砂漠はその代表例である。日本周辺にはリマン海流と親潮（千島海流）がある。海水は濁っていて、緑色を帯びている。漁業への影響も大きい。寒流は比較的水温が低いため栄養に富んでおりプランクトンが豊富である。ここに、魚類の多数生息する暖流が流れ込む海域は好漁場となる。（例:ノルウェー海、南アフリカ共和国沖、日本海、三陸沖、タスマン海、アルゼンチン東方沖など）

### 成因による分類
暖流と寒流以外にも、その海流の成因による分類がある。しかし、実際の海流はただひとつの成因によるものではないので注意したい。以下に主な分類を挙げる。
- 吹送流（すいそうりゅう）は風が海面に及ぼす応力によって生ずる海流。風の応力によって海面に運動が起こり、渦粘性のためにその運動は次第に下層に及び、風向がかなり長い間一定であれば定常状態に達する。大規模な場合、風成海流（ふうせいかいりゅう）と呼ばれることもある。ごく海水表面にしか海流が流れない場合、皮流（ひりゅう、Skin current）と呼ばれる。また川の水などが外洋に流出する場合、この水は外洋水の上に非常に薄い層をなして広がることがあり、このような流れも皮流とよばれる。（風成循環参照）。
- 傾斜流（けいしゃりゅう）とは何らかの原因によって海面に傾斜ができると、そのために生じた海流の圧力分布と平衡を保つために流れが生ずる海流のことである。
- 密度流（みつどりゅう）とは海水の密度分布、すなわち水温と塩分の分布によって生ずる海流のこと。これはヴィルヘルム・ビヤークネスらが提唱した力学的海流推算法によって海水の密度分布から算出した海流が実際とよく一致したために、海流の成員が海水の密度分布であるかのように考えられたのである。しかしこれは流体の運動方程式を書き直し海流と密度分布との関係を導いたものであって、密度分布が海流の成因なのか、海流の成因はほかにもあって密度は海流に対応するように分布したものであるかどうかは分からない。最近では厳密に密度流と考えられる海流は、深層以外には存在しないものと考えられている。（熱塩循環参照）。
- 補流（ほりゅう）は海水の移動に伴って、他の海水がそれを補うように流れることによって生じる海流。よって吹送流などと比較すると二次的なものである。補流の性質を持つものとしては北赤道海流と南赤道海流の間にある赤道反流などが挙げられる。また、補流の一種として湧昇流、沈降流のような鉛直方向の流れも考えられる。

### 期間による分類
海流は同じ場所でも時間とともに変化する。これは海流の原因が場所によって異なり、さらにそれらが時間に伴って変化することを反映している。なお以下の説明で、流れの向きが変わらないといっても、永久流や季節流にも一時流が重なり、その流れを乱すので、これは75パーセント程度の頻度である。
- 永久流（えいきゅうりゅう、permanent current）は年中流れの向き・速さが変わらない海流。ほぼ一定の方向に同じ強さで風が吹いている場合このような流れが生じる。たとえば貿易風と赤道海流。
- 季節流（きせつりゅう、seasonal cuurent）は季節によって流れる方向が反対であり、流速もいくらか異なるが、同季節内ではそれらがほぼ一定である海流。季節風が卓越する海域でよく起こる。
- 一時流（いちじりゅう、temporary current）は移動性高低気圧が頻繁に通過するなどして風向・風速が変化し、そのことによって流れが一時的に変化する海流。時には逆方向に流れることもある。

## 海流の性質
表層を流れる海流の流速は海流によって様々であるが、世界の海流分布図に掲げられている海流は一昼夜に数海里から数十海里くらいの速さで流れている。海流のうちでも特に流速が速いものは黒潮、メキシコ湾流、モザンビーク海流であって、これらでは一日に100海里以上も流れるところがある。一日に100海里流れる場合の平均の速さは、時速約7.7kmになる。海流の幅はたいていの場合非常に広く、200km以上あるのは珍しくない。一つの海流系では幅が広いところでは流速は遅く、幅が狭いところでは速くなる。また通常海流の両側では流速は遅く、中央部では速い。海流の厚さは場所によって非常に異なっているが、外洋では海底の深さに比べるとかなり浅く、多くは深い場合でも表面から1000mほどで、浅ければ数100m程度である。もっとも南極環流のように厚さが3000m以上の海流もある。

### 海底地形と海流
沿岸で水深が浅いと海流は海底まで届くことになり、このようなところでは海流は海底の影響を受ける。北半球では海流が傾斜を下るときは左旋し、上るときは右旋する。また海流は水平方向だけでなく鉛直方向の流向にも影響を与える。特に海峡では水温躍層があって上下で流向が逆になっているところの影響が顕著に現れる。

## 海流の観測方法

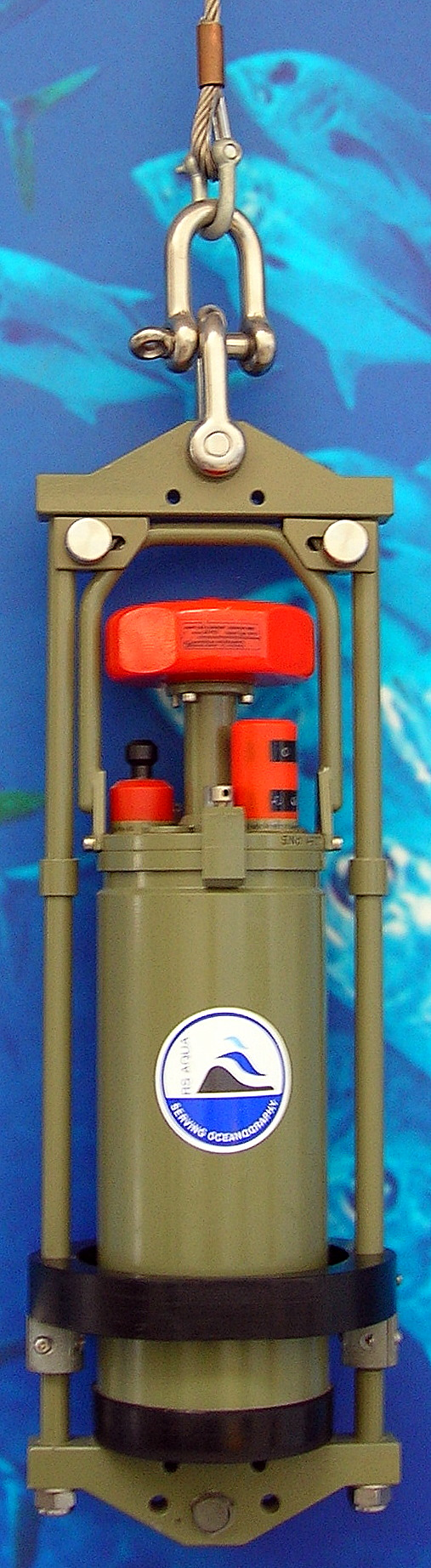
RCM-9（Recording Current Meter）。水深2000mまで潜行可能で、二年間活動可能。速度、方向、深度、温度などの海流情報を記録する。

海流の観測方法は大きく直接測流（直接法）と間接測流（間接法）の二つに分類される。

### 直接測流

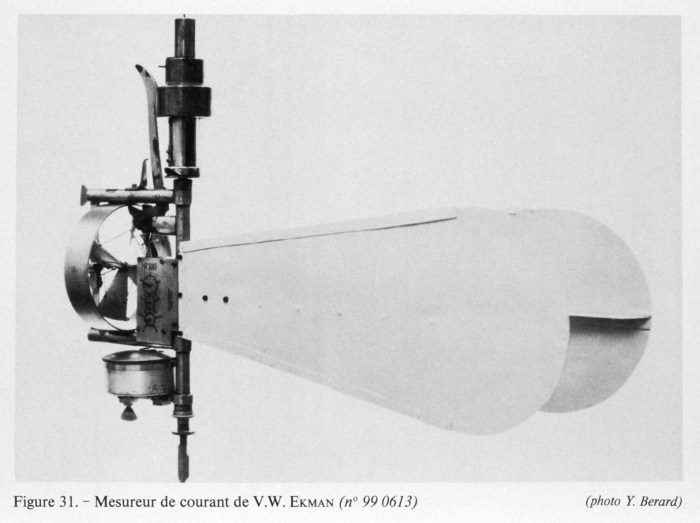
エクマン流速計

直接測流とは特殊な装置、器具を実際に海洋に固定させて、あるいは浮遊させて流速を測る方法である。直接法にはオイラー法とラグランジュ法（共に観測方法を考案した学者名）がある。
オイラー法
オイラー法は流速計をある場所に固定して流れを測るもので、流れの強さはプロペラの回転数やトルク、板・膜にかかる水圧、ワイヤーを張った時の抵抗による傾き、ドップラー効果による音速変化などを利用して測る。
ラグランジュ法
ラグランジュ法は物体を浮かべて海水の移動を追跡する方法で、船自体の流され方から流速や流向を知ったり、海流瓶を流す方法（中に手紙を入れ、その瓶を拾い上げた人に日時と位置を書いて送ってもらうよう依頼する。日本での最も大規模なものは和田雄治の1913年から1917年の13357本。和田雄治を参照。）などは昔から行われてきた。現在では漂流ブイに発信装置を付け、電気信号を追跡する手法が多く採られる（ARGO計画参照）。ブイの密度を調整すれば海の表層だけでなくある程度の深さの流れのようすも追跡することができる。
海流計
船舶に搭載されるものとしては、電磁海流計 (GEK、geomagnetic electro-kinetograph) と呼ばれる地磁気と電磁誘導の法則を利用した海流計がある。1950年にアメリカで開発された。現在の海洋観測では超音波式多層流速計（ADCP）などにより現場で簡単に観測されている。

### 間接測流
間接法とは、計算などによって間接的に流速を求める方法である。古典的なものとして、航行する船舶で、航行の際の偏位から海流を測ることがある。ある地点から一定時間航行し、計算上の現在地と天測航法や電波航法によって求められた実際の現在地との差から海流の影響を求めるのである。そのほかにも水温や塩分を測定し密度分布を求めて上述の地衡流の関係から流速を推算する方法がある。これを力学計算といい、便利なので多用されるが、地衡流の釣合いが成立していないと思われる浅い海や赤道直下では使えない。

## 海流の影響

### 気候への影響
海流、とくに大きな暖流は海上の気候に影響を及ぼし、したがって陸上に住む動植物の生活にも大きな影響を及ぼす。もともと、海水は空気に比べて比熱が四倍近くあるので、水温の変化は気温を変化させやすい。たとえば北、西ヨーロッパの冬の気温が世界の同じ緯度の平均気温よりも高くなっているが、その一因として北大西洋海流の存在がよく知られている。

#### 日本
日本南岸は夏に非常に湿度が高くなるが、これは南東から吹く風が、温かい黒潮上を通過してくるときに、水蒸気を大量に取り込むことが原因である。一方、冬は季節風の北西風が吹くので、黒潮の暖気によりそれほど気温が上がるわけではないが、山脈により雪雲を遮断するため、関東以西の太平洋側地域では晴天が多く比較的温暖な地域が多い。他方、日本海には黒潮の分流である暖流の対馬海流が流れ込んでいるが、大陸から吹き出す寒気がこの暖流の上を渡るときに雲が形成され、冬季の豪雪と年間を通じての気温低下、日照時間の減少が見られる（日本海側気候）。また北海道や東北地方の太平洋側では、夏に寒流である親潮の上を吹き渡ってくるやませの影響で、冷害が発生することがある。

### 漁業への影響
回遊魚は海流とともに泳いでくるので、三陸沖のように黒潮と親潮が接するところは南方系、北方系の両方の魚が取れ、きわめてよい漁場となっている。このように世界の主な漁場はたいてい暖流と寒流の潮境や、沿岸水と外洋水のさかいを中心に発達している。またプランクトンは海流によって種類が異なるばかりでなく、その量も著しく異なっている。プランクトンは海流によって押し出されるので、海流は魚類の分布や移動などにも大きな関係を持つ。また、世界的大漁場である南米ペルー沖では、エルニーニョのときはその海域の漁獲量が大きく減ることがわかっている。

### 航行への影響
流れが速い海流は、船舶の航行にも影響する。昔の帆船時代には海流に対する知識が風の利用法とともに、航海術の重要な部分を占めていたが、現在のように機械力を利用する高速船の時代になっても、海流を利用するとしないとでは経済的効果に大きな差異が出てくる。現在でも、たとえば東京と沖縄の間の客船は東京から黒潮の流れに逆らって行き、流れに乗って帰ってくるので、20ノットがでる船でも行きと帰りでは数時間の差が出ることがある。

## 主な海流
| 名称                         | 流域                                                 | 暖流・寒流 |
| ---------------------------- | ---------------------------------------------------- | ---------- |
| 黒潮（日本海流）             | 北西太平洋、日本南岸                                 | 暖流       |
| 対馬海流                     | 北西太平洋、東シナ海から日本海南部                   | 暖流       |
| 北太平洋海流                 | 北太平洋、日本東岸からミッドウェー諸島近海           | 暖流       |
| 北赤道海流（太平洋）         | 北太平洋、メキシコ西岸からフィリピン東岸             | 暖流       |
| 北赤道海流（大西洋）         | 北大西洋、ベルデ岬諸島近海から小アンティル諸島近海   | 暖流       |
| 北赤道反流                   | 北西太平洋、日本南岸からフィリピン沖                 | 暖流       |
| 赤道反流（太平洋）           | 太平洋赤道域                                         | 暖流       |
| 赤道反流（インド洋）         | インド洋赤道域、タンザニア東方沖からインドネシア西岸 | 暖流       |
| 南赤道海流（太平洋）         | 太平洋赤道域                                         | 暖流       |
| 南赤道海流（大西洋）         | 大西洋赤道域、ブラジル沖                             | 暖流       |
| 南赤道反流                   | 南西太平洋、パプアニューギニア・ソロモン諸島東方沖   | 暖流       |
| アラスカ海流                 | 北太平洋、アラスカ南岸                               | 暖流       |
| 東オーストラリア海流         | 南西太平洋、オーストラリア東岸からニュージーランド   | 暖流       |
| モンスーン海流（季節風海流） | インド洋赤道域、インド近海                           | 暖流       |
| モザンビーク海流             | 南インド洋、モザンビーク東岸                         | 暖流       |
| アガラス海流                 | 南インド洋、南アフリカ東岸                           | 暖流       |
| メキシコ湾流                 | 北大西洋、メキシコ湾からアメリカ東岸                 | 暖流       |
| 北大西洋海流                 | 北大西洋、アメリカ東方沖からヨーロッパ西岸           | 暖流       |
| ギニア海流（ギニア湾流）     | 大西洋赤道域、ギニア湾岸                             | 暖流       |
| ギアナ海流                   | 大西洋赤道域、南米大陸北岸                           | 暖流       |
| 親潮（千島海流）             | 北太平洋、カムチャツカ半島沿岸から日本東岸           | 寒流       |
| アリューシャン海流           | 北太平洋、アリューシャン列島近海                     | 寒流       |
| リマン海流                   | 北西太平洋、オホーツク海西部から日本海北部           | 寒流       |
| ペルー海流（フンボルト海流） | 南東太平洋、ペルー沖                                 | 寒流       |
| 南極環流                     | 南極海全域                                           | 寒流       |
| カナリア海流                 | 北大西洋、スペイン西方沖からカナリア諸島近海         | 寒流       |
| ラブラドル海流               | 北大西洋、ラブラドル半島東岸                         | 寒流       |
| 東グリーンランド海流         | 北大西洋、グリーンランド東岸                         | 寒流       |
| 西グリーンランド海流         | 北大西洋、グリーンランド西岸                         | 寒流       |
| 西オーストラリア海流         | 南インド洋、オーストラリア西岸                       | 寒流       |
| ベンゲラ海流                 | 南大西洋、南アフリカ西岸からギニア湾                 | 寒流       |
| カリフォルニア海流           | 北東太平洋、カナダ西洋沖からカリフォルニア沖         | 寒流       |

## 主な海洋循環

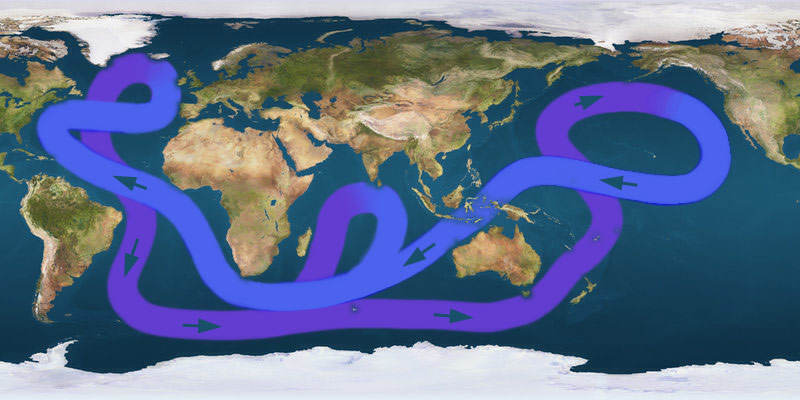
海洋循環

### 表層循環
海洋表層部では、緯度ごとにいくつかの海流のまとまり（環流）が見られる。北半球の極付近など、地形の影響で地域によってはまとまりが見られないところもあるほか、湾などでは小規模な循環が見られる。基本的には、北半球の亜熱帯循環、南半球の熱帯循環、南半球の寒帯循環は時計回りで、北半球の亜寒帯循環、北半球の熱帯循環、南半球の亜熱帯循環は反時計回りに循環する。これらの大規模な循環に共通に見られるのが、大陸西岸海域において、低緯度から高緯度へ向かう流れが狭い地域に集中して流量・速度が増す「西岸強化」という現象と、大陸東岸地域で相対的にゆっくりとした流れとなる現象である。
| 地域   | 地域           | 名称       | 属する海流 |
| ------ | -------------- | ---------- | --- |
| 北半球 | 高緯度         | 亜寒帯循環 | 太平洋:アラスカ海流、アリューシャン海流、親潮、北太平洋海流 大西洋:北大西洋海流、東グリーンランド海流、ラブラドル海流 |
| 北半球 | 低中緯度       | 亜熱帯循環 | 太平洋:黒潮、北太平洋海流、カリフォルニア海流、北赤道海流 大西洋:アンティル海流、メキシコ湾流、カナリア海流、北赤道海流 |
| 北半球 | 赤道付近       | 熱帯循環   | 太平洋:北赤道海流、赤道反流 インド洋:モンスーン海流、ソマリ海流、赤道反流 |
| 南半球 | 赤道付近       | 熱帯循環   | 太平洋:南赤道海流、赤道反流 インド洋:南赤道海流、赤道反流 |
| 南半球 | 低中緯度       | 亜熱帯循環 | 太平洋:南赤道海流、東オーストラリア海流、南極環流、ペルー海流 インド洋:南赤道海流、モザンビーク海流、アガラス海流、南極環流、西オーストラリア海流 大西洋:南赤道海流、ブラジル海流、フォークランド海流、南極環流、ベンゲラ海流 |
| 南半球 | 高緯度・極付近 | 寒帯循環   | 南極環流、西風皮流 |

## 海流調査の歴史
海中に一定の流れがあるということは古くから知られていた。8 - 11世紀に活躍したヴァイキングたちは優秀な航海者であり当然大西洋東部の海流を利用したと思われる。しかし大洋の強大な海流が見出されたのは15世紀以降、大洋の航海が盛んになってからのことであり、海流に対する知識は航海術の発達と前後して拡大されていく。1497年イタリアの船長ジョン・カボットはラブラドルに行く途中ラブラドル海流を発見した。また同年ヴァスコ・ダ・ガマはポルトガルから喜望峰を回ってモザンビーク海流に逆らって北上、翌年アフリカ東岸ザンベジ河口から南西季節風海流に乗ってインドのカリカット（コーリコード）に到着したという記録が残っている。コロンブスの探検航海の水先案内人アラミノス (Antonio de Alaminos) は1513年メキシコ湾でメキシコ湾流の存在に気づき、この大海流に乗ってヨーロッパへ渡る最適帆船航路を発見した。1595年オランダ人ヤン・ホイフェン・ヴァン・リンスホーテン (Jan Huyghen van Linschoten) は水路誌を作成して大西洋における海流を詳説したが、これがその後100年余り航海者にとっての指針となった。1678年やはりオランダのキルヒナーはインド洋海洋図を刊行したが、その中には西向きの赤道海流およびアガラス海流が明示されている。1688年イギリスの天文学者エドモンド・ハレーはインド洋の季節風と共に変化する表層海流を示した。また北赤道海流と南赤道海流の間に赤道反流が流れていることも明らかにした。しかし上記のようなヨーロッパ人による大航海時代の海洋探検の目的は、新しい航路や領土を発見して貿易および植民地を通しての利益を得ることが主であったため、海洋に対する科学的調査が行われたわけではなかった。海流の科学的調査が本格的に行われるようになったのは20世紀に入ってから、特に第二次世界大戦後である。今のところ世界中の海流の中で湾流と黒潮が最も詳しく研究されていると言えるが、いまだ海流研究において不明な点は残る。

### 日本
日本においても、黒潮が沖縄諸島から日本南岸を流れている事実が既に12世紀には知られていたことは、平家物語中の平康頼が卒塔婆を流す記述からもうかがえるが、北太平洋全域の海流全体については知識が乏しかったと考えられる。特に寛永の鎖国以後、外洋航海が禁止されたので外洋の海流に対する知識はとだえてしまい、江戸時代の漂流船が海流に逆らって帰港しようと試み失敗して全員餓死したと思われる例がかなりあった（開国から戦後は黒潮#歴史を参照）。現在は、ソビエト連邦の崩壊に伴って、今まで政治的問題で実態調査が困難であった東樺太海流などの調査も進められている。
- 気象庁 海洋の循環
- 海上保安庁 海洋速報/海流推測図
- 日本海海洋気象センターホームページ